# Mara Zini
Mara Zini (Sondalo, 26 ottobre 1979) è un'ex pattinatrice di short track italiana.

## Biografia
Ha cominciato con lo short track all'età di 9 anni ed ha esordito in nazionale nel 1998. È alta 1,69 metri per 53 chilogrammi. È cresciuta nell'ASD Bormio Ghiaccio, sino all'ingaggio nel Centro Sportivo Esercito di Courmayeur.
Ai XX Giochi olimpici invernali di Torino 2006 ha conquistato la medaglia di bronzo nella staffetta 3.000 metri con Marta Capurso, Arianna Fontana, Katia Zini e Cecilia Maffei.
È cugina di Katia Zini altra importante atleta valtellinese di short track formatasi nel palazzo del ghiaccio di Bormio. Vive a Quart, in Valle d'Aosta con Mirko Vuillermin che fu uno dei grandi atleti della stessa disciplina.
Ha gareggiato fino al 2008.

## Carriera

### Giochi olimpici invernali
- 2002 - Salt Lake City
  - 500 m: 8º
  - 1.000 m: 11º
  - 1.500 m: 9º
  - Staffetta 3.000 m: 5º
- 2006 - Torino
  - 1.500 m: 10º
  - Staffetta 3.000 m: 3º

### Campionati mondiali
- 2002 - Montreal
  - 500 m: 13º
  - 1.000 m: 15º
  - 1.500 m: 17º
  - Overall: 15º
  - Staffetta 3.000 m: 8º
- 2003 - Varsavia
  - 3.000 m: 4º
- 2004 - Göteborg
  - 500 m: 10º
  - 1.000 m: 12º
  - 1.500 m: 13º
  - Staffetta 3.000 m: 3º
  - Overall: 16º
- 2005 - Pechino
  - 500 m: 13º
  - 1.000 m: 15º
  - 1.500 m: 15º
  - Overall: 14º

### Campionati europei
- 1997 - Malmö (Svezia)
  - Staffetta 3.000 m: 1º
- 1998 - Budapest (Ungheria)
  - Staffetta 3.000 m: 1º
- 2003 - San Pietroburgo (Russia)
  - Staffetta 3.000 m: 1º
- 2004 - Zoetermeer (Paesi Bassi)
  - Staffetta 3.000 m: 2º
- 2006 - Krynica (Polonia)
  - Staffetta 3.000 m: 1º

### Coppa del mondo
- 2002/2003
  - Overall: 19º
- 2003/2004
  - 1.500 m: 8º
  - Overall: 16º
- 2004/2005
  - 500 m: 7º
  - Overall: 11º

## Palmarès

### Giochi olimpici invernali
- 1 medaglia:
  - 1 bronzo (3000 m staffetta a Torino 2006)

### Campionati mondiali di short track
- 2 medaglie:
  - 2 bronzi (staffetta a Göteborg 2004; staffetta a Minneapolis 2006)

### Campionati europei di short track
- 5 medaglie:
  - 4 ori (staffetta a Malmö 1997; Budapest 1998; San Pietroburgo 2003; Krynica Zdrój 2006)
  - 1 argento (staffetta a Zoetermeer 2004)